# Rogoźno (gmina)

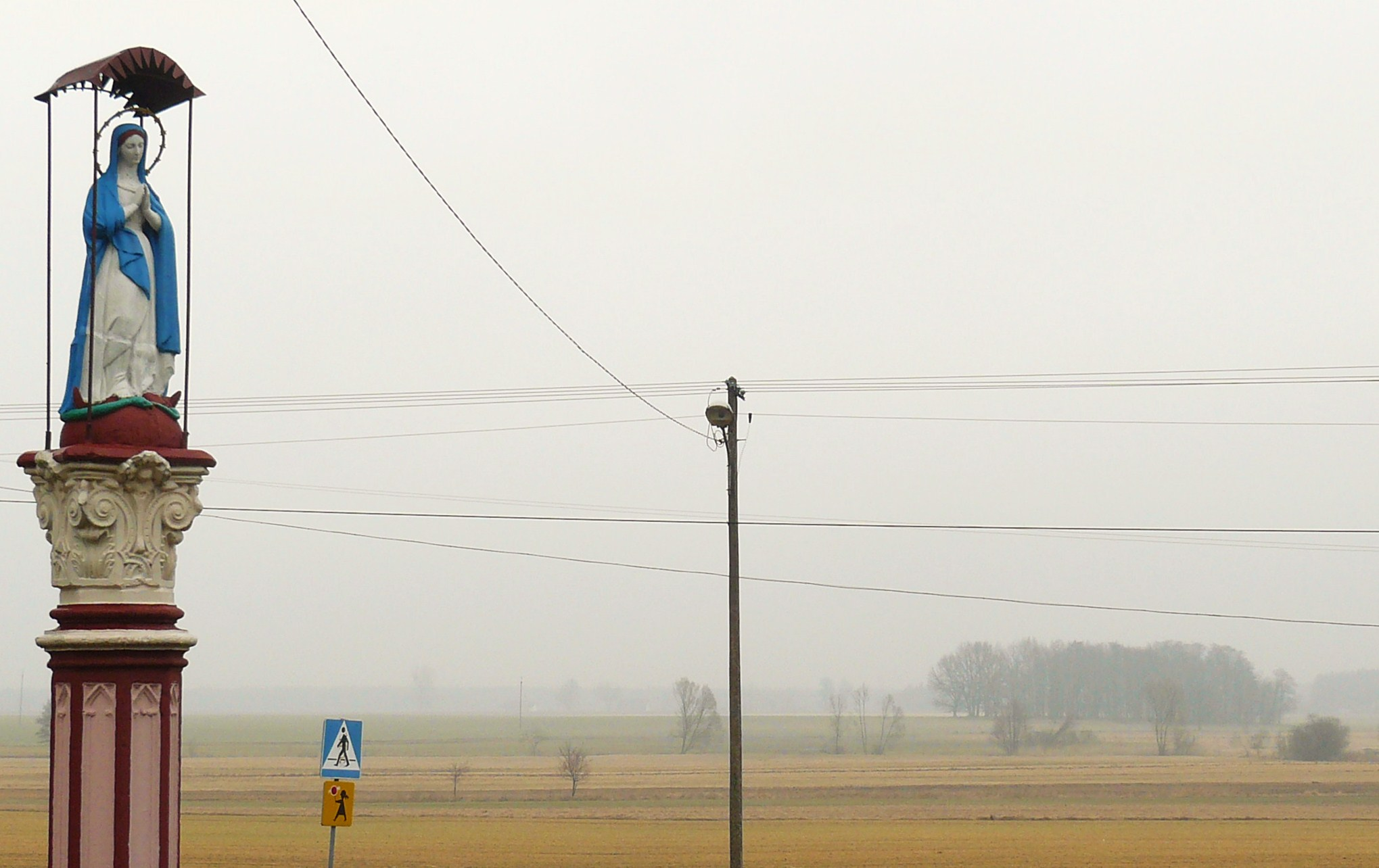
Krajobraz gminy w Budziszewku

Rogoźno – gmina miejsko-wiejska w województwie wielkopolskim, w powiecie obornickim. W latach 1975–1998 gmina położona była w województwie pilskim.
Siedziba gminy to miasto Rogoźno.
Według danych z 31 maja 2020. gminę zamieszkiwało  17 775 osób. Natomiast według danych z 31 grudnia 2017 roku gminę zamieszkiwało 18 265 osób.

## Struktura powierzchni
Według danych GUS z roku 2011 gmina Rogoźno ma obszar 217,95 km², w tym:
- użytki rolne: 63,47%
- użytki leśne: 26,40%

Gmina stanowi 30,58% powierzchni powiatu.

## Demografia
Dane z 31 grudnia 2011:
| Opis                              | Ogółem | Ogółem | Kobiety | Kobiety | Mężczyźni | Mężczyźni |
| --------------------------------- | ------ | ------ | ------- | ------- | --------- | --------- |
| jednostka                         | osób   | %      | osób    | %       | osób      | %         |
| populacja                         | 18 237 | 100    | 9102    | 49,90   | 9135      | 50,10     |
| gęstość zaludnienia (mieszk./km²) | 83,7   | 83,7   | 41,76   | 41,76   | 41,91     | 41,91     |

Według danych z roku 2011 średni dochód na mieszkańca wynosił 2404,39 zł
- Piramida wieku mieszkańców gminy Rogoźno w 2014 roku[4].

## Miejscowości
Biniewo, Boguniewo, Budziszewko, Cieśle, Dziewcza Struga, Garbatka, Gościejewo, Grudna, Jaracz, Jozefinowo, Karolewo, Kaziopole, Laskowo, Marlewo, Międzylesie, Nienawiszcz, Nowy Młyn, Owczegłowy, Owieczki, Parkowo, Pruśce, Rogoźno, Rożnowice, Ruda, Sierniki, Słomowo, Stare, Studzieniec, Szczytno, Tarnowo, Wełna, Wojciechowo, Żołędzin.

## Edukacja w gminie
Przedszkola:
- Przedszkole nr 1 "Kubusia Puchatka" w Rogoźnie
- Przedszkole nr 2 "Bajkowy Świat" w Rogoźnie
- Przedszkole nr 3 "Strażak Sam" w Rogoźnie
- Prywatne Przedszkole "Przemysław" w Rogoźnie
- Pierwsze Polsko-Angielskie Niepubliczne Przedszkole z Oddziałem Żłobkowym w Rogoźnie "Akademia Małych Odkrywców"
- Przedszkole "Słoneczne Skrzaty" w Parkowie

Szkoły podstawowe:
- Szkoła Podstawowa nr 2 im. Olimpijczyków Polskich w Rogoźnie
- Szkoła Podstawowa nr 3 im. Powstańców Wielkopolskich 1918/19 w Rogoźnie
- Szkoła Podstawowa im. Adama Mickiewicza w Budziszewku
- Szkoła Podstawowa im. Noblistów Polskich w Gościejewie
- Szkoła Podstawowa im. Józefa Wybickiego w Zespole Szkół w Parkowie
- Szkoła Podstawowa im. Jana Pawła II w Pruścach

Szkoły ponadpodstawowe:
- Liceum Ogólnokształcące im. Przemysła II w Rogoźnie
- Zespół Szkół im. Hipolita Cegielskiego w Rogoźnie

## Wspólnoty wyznaniowe
- Kościół rzymskokatolicki
  - Parafia pw. Ducha Świętego w Rogoźnie
  - Parafia pw. św. Wita w Rogoźnie
  - Parafia pw. św. Jakuba Ap. w Budziszewku
  - Parafia pw. NMP Królowej Świata w Parkowie
  - Parafia pw. św. Katarzyny w Potulicach
  - Parafia pw. św. Stanisława BM w Pruścach
  - Parafia pw. Wniebowzięcia NMP w Słomowie
- Świadkowie Jehowy
  - zbór Rogoźno (Sala Królestwa ul.Konieczyńskich 31)

## Rada Miejska w Rogoźnie
Kadencja 2024-2029:
- Jarosław Łatka – przewodniczący
- Zbigniew Chudzicki - wiceprzewodniczący
- Hubert Kuszak - wiceprzewodniczący
- Marcin Bukowski
- Katarzyna Erenc-Szpek
- Henryk Janus
- Roman Kinach
- Maciej Kutka
- Adam Nadolny
- Krzysztof Nikodem
- Krzysztof Ostrowski
- Bartosz Perlicjan
- Szymon Witt
- Paweł Wojciechowski
- Aneta Karaś

## Sąsiednie gminy
Budzyń, Murowana Goślina, Oborniki, Ryczywół, Skoki, Wągrowiec